# Acadèmia de Jurisprudència i Legislació de Catalunya
L'Acadèmia de Jurisprudència i Legislació de Catalunya és una Corporació de Dret públic amb personalitat jurídica independent. Les seves finalitats són l'estudi i la investigació del dret, la col·laboració a la reforma de la legislació i el foment de la cultura jurídica.

## Història
La seva fundació primerenca cal fixar-la el 22 de gener de 1777, data en què el president de la Reial Audiència de Catalunya (borbònica), Felip de Cabanes, en nom del monarca Carles III de Castella, aprovà les ordenances de l'Academia de Jurisprudencia Teórico-práctica, antecedent de l'actual. Aquesta primera institució acadèmica tingué, tanmateix, una vida efímera, ja que perdurà només fins a la Guerra del Francès, al començament del segle xix.
No fou fins al 1840 que el Col·legi d'Advocats de Barcelona rellançà l'acadèmia de manera real i efectiva. L'any 1936 organitzà el Primer Congrés Jurídic Català. Posteriorment va tenir els seus alts i baixos (entre ells la suspensió de 1939 a 1954 per la dictadura franquista) i ha perdurat fins a l'actualitat. El 1971 organitzà el Segon Congrés Jurídic Català, juntament amb altres entitats jurídiques.

## L'acadèmia
La seva funció principal és l'estudi del dret i l'elaboració de dictàmens sobre reformes legislatives. L'acadèmia la conformen 36 acadèmics numeraris, un nombre reduït d'acadèmics/ques d'honor i els/les acadèmics/ques electes corresponents, totes elles persones doctorades o llicenciades en Dret, distingides per la investigació, l'estudi o la pràctica del Dret i domiciliades en el territori de Catalunya.
Ha estat presidida, entre d'altres, per Manuel Duran i Bas, Guillem August Tell i Lafont, Amadeu Hurtado i Miró, Joan de Déu Trias i Giró, Josep Maria Trias de Bes i Giró, Lluís Duran i Ventosa, Antoni Borrell i Soler i Ramon Maria Roca i Sastre.

## Arxius
A l'arxiu intern de l'acadèmia es guarden les actes de la institució, a través de les quals es pot reconstruir la seva història -editada en forma de monografia l'any 2000-, i es pot resseguir tota la seva activitat, no només vers l'exterior, sinó també les comunicacions internes, algunes d'elles d'un gran contingut jurídic. D'altra banda, la prestigiosa Revista Jurídica de Catalunya, de la qual l'Acadèmia n'és co-fundadora, publica els discursos d'obertura de curs, les memòries i les necrològiques, i abans editava també els discursos d'ingrés, tal com diuen els Estatuts, discursos que esdevenen peces jurídiques d'una enorme rellevància, tant per la diversitat de temes tractats com per la profunditat en el seu tractament. Tanmateix, en l'actualitat, per motius diversos, aquests discursos d'ingrés no s'hi publiquen.
El seu fons de memòries i discursos és obert al públic.

## Presidents
- 2020 - actualitat Francesc Tusquets i Trias de Bes
- 2016 - 2020 Lluís Jou i Mirabent
- 2008 - 2016 Josep Delfí Guàrdia i Canela
- 2000 - 2008 Robert Follía i Camps
- 1992 - 2000 Josep D. Guàrdia i Canela
- 1988 - 1992 Lluís Figa i Faura
- 1984 - 1988 Josep Joan Pintó i Ruiz
- 1977 - 1984 Miquel Casals i Colldecarrera
- 1969 - 1977 Francesc d'A. Condomines i Valls
- 1965 - 1969 Ramon Maria Roca i Sastre
- 1959 - 1965 Josep Maria Trias de Bes i Giró
- 1955 - 1959 Joan Ventosa i Calvell
- 1954 - 1955 Antoni Borrell i Soler
- 1934 - 1937 Amadeu Hurtado i Miró
- 1932 - 1934 Josep Roig i Bergadà
- 1930 - 1932 Ramon Coll i Rodés
- 1925 - 1930 Antoni Borrell i Soler
- 1922 - 1925 Josep Oriol Anguera de Sojo
- 1920 - 1922 Joan Martí i Miralles
- 1918 - 1920 Francesc de P. Maspons i Anglasell
- 1917 - 1918 Narcís Verdaguer i Callís
- 1915 - 1917 Lluís Duran i Ventosa
- 1913 - 1915 Guillem August Tell i Lafont
- 1911 - 1913 Joan Maluquer i Viladot
- 1909 - 1911 Frederic Rahola i Trèmols
- 1907 - 1909 Joaquim Almeda i Roig
- 1906 - 1907 Antoni Borrell i Soler
- 1905 - 1906 Josep Pella i Forgas
- 1903 - 1905 Ramon d'Abadal i Calderó
- 1901 - 1903 Joan de Déu Trias i Giró
- 1899 - 1901 Guillem M. de Brocà i de Montagut
- 1897 - 1899 Àlvar M. Camín i López
- 1895 - 1897 Joan Josep Permanyer i Ayats
- 1894 - 1895 Josep M. Planas i Casals
- 1892 - 1894 Manuel Duran i Bas
- 1890 - 1892 Felip Bertran i d'Amat
- 1888 - 1890 Joan Coll i Pujol
- 1886 - 1888 Magí Pla i Soler
- 1883 - 1886 Melcior Ferrer i Bruguera
- 1882 - 1883 Manuel Duran i Bas
- 1879 - 1882 Joan Baptista Orriols i Comas
- 1877 - 1879 Amador Guerra i Gifre-Trobat
- 1875 - 1877 Josep Pena i Roca
- 1873 - 1875 Estanislau Reynals i Rabassa
- 1871 - 1873 Magí Pla i Soler
- 1867 - 1871 Manuel Duran i Bas
- 1864 - 1867 Felip Vergés i Permanyer
- 1861 - 1864 Marià Rives i Támaro
- 1859 - 1861 Pere Nolasc Vives i Cebrià
- 1857 - 1859 Ramon Roig i Rey
- 1848 - 1857 Ramon Martí i d'Eixalà
- 1841 - 1848 Josep Bertran i Ros
- 1840 - 1841 Joaquim Rey i Esteve
- 1840 - 1840 Ramon Roig i Rey